# Tovik (Troms)
Tovik est une localité du comté de Troms, en Norvège.

## Géographie
Administrativement, Tovik fait partie de la kommune de Skånland.